# Усатенко Юрій Спиридонович
Юрій Спиридонович Усатенко (10 січня 1935 — ?) — український радянський діяч, 1-й секретар Амвросіївського районного комітету КПУ Донецької області, секретар Донецького обласного комітету КПУ.

## Біографія
Народився в родині директора радгоспу Амвросіївського району.
Освіта вища. Член КПРС.
На 1965 рік — директор радгоспу «Росія» Амвросіївського району Донецької області.
На 1968—1971 роки — 2-й секретар Амвросіївського районного комітету КПУ Донецької області.
На 1972—1975 роки — 1-й секретар Амвросіївського районного комітету КПУ Донецької області.
30 травня 1975 — 17 червня 1989 року — секретар Донецького обласного комітету КПУ з питань сільського господарства.
З червня 1989 року — 1-й заступник генерального директора виробничого об'єднання «Донецькптахопром».
Потім — на пенсії в місті Донецьку.

## Нагороди
- орден Трудового Червоного Прапора
- ордени
- медалі